# Rio Belén
Río Belén is een rivier op de grens van de provincie Colón in Panama in Centraal-Amerika. Het is tevens de scheiding tussen de districten Donoso en Santa Fe. Rio Belén begint bij de splitsing met de Rio Turbe bij het nationale park El Cope en stroomt uit in de Caraïbische Zee.
Universele transversale mercatorprojectie (UTM) positie is NK18 en de Joint Operations Graphic referentie is NC17-15.

## Eerste nederzetting op het vasteland van Amerika
Op 6 januari 1503 kwam Christoffel Columbus aan bij deze rivier die de indianen Quiebra noemden en ging met zijn broer en zoon aan land. Columbus gaf de rivier de naam Río Belén (Bethlehem), omdat de drie koningen Jezus op 6 januari in Betlehem bezochten. Ook stichtte Columbus er de eerste nederzetting op het vasteland van Amerika: Santa María de Belén.

## De regio
In 1519 werd de rivier een onderdeel van Nieuw Spanje, de nieuwe naam voor deze regio.
Het gebied werd in 1522 Peru genoemd, naar de naam van de cacique Biru waarmee handel werd gedreven.
In 1717 werd het gebied onderdeel van het onderkoninkrijk Nieuw Granada.